# Tarło-Kolonia
Tarło-Kolonia – kolonia w Polsce położona w województwie lubelskim, w powiecie lubartowskim, w gminie Niedźwiada. Leży przy drodze wojewódzkiej nr 821.
Wieś powstała w początkach XVI wieku. Pierwotnie nazywana była Wolą Górecką. Powstała z podziału większych dóbr szlacheckich. Wieś Tarło (lub jej część) należała pierwotnie do tych samych właścicieli co Górki Lubartowskiej.
Wymieniona jest w 1557 roku jako wieś należąca do Firlejów. W 1626 roku wieś była własnością wojewody wołyńskiego. Wieś liczyła sześć łanów ziemi. Mieszkało we wsi też trzech zagrodników i kilka komornic.
Wieś dzieliła losy pobliskiego Lubartowa należąc do dóbr lubartowskich. Po 1598 roku wieś należała do Kazimierskich. W 1626 roku wieś stała się własnością Zasławskich. W końcu XVII wieku dobra lubartowskie a w nich Tarło stało się częścią dóbr Wiśniowieckich a potem Lubomirskich. W pierwszej połowie XVIII wieku dobra lubartowskie przeszły na własność Sanguszków. 
W 1827 roku wieś liczyła 356 mieszkańców w 45 domach. W początku XIX wieku wieś należała do dóbr Lubartów. W 1839 roku wieś stała się własnością Henryka Łubieńskiego, które później stały się własnością Banku Polskiego. W 1859 roku została sprzedana prywatnemu właścicielowi. W 1876 roku folwarki Tarło i Klementynów zostały oddzielone od dóbr lubartowskich. Utworzono dobra Tarło istniejące do 1882, gdy oddzielono folwark Klementynów. W latach osiemdziesiątych XIX wieku wieś liczyła 68 gospodarzy na 839 morgach ziemi.
Folwark Tarło w 1930 roku był własnością Bronisława Bartkiewicza. Folwark liczył 240 hektarów ziemi. 
W latach 1975–1998 miejscowość administracyjnie należała do ówczesnego województwa lubelskiego.
Kolonia stanowi sołectwo gminy Niedźwiada. Według Narodowego Spisu Powszechnego z roku 2011 kolonia liczyła 544 mieszkańców.
Wieś jest siedzibą rzymskokatolickiej parafii Najświętszej Maryi Panny Matki Kościoła w Tarle.